# Saint-Maixent-de-Beugné
Saint-Maixent-de-Beugné è un comune francese di 361 abitanti situato nel dipartimento delle Deux-Sèvres nella regione della Nuova Aquitania.

## Società

### Evoluzione demografica
Abitanti censiti